# Rolf Boström
Rolf Gustav Boström, född 15 april 1936 i Kalmar, död 21 november 2019 i Uppsala, var en svensk rymdfysiker. 
Han disputerade 1971 vid Kungliga Tekniska högskolan  och var professor i rymdfysik. Boström var platschef vid Uppsala jonosfärobservatorium (från 1976 en avdelning av Institutet för rymdfysik). Sedan 1988 var han ledamot av Kungliga vetenskapsakademien. Boström är begravd på Uppsala gamla kyrkogård.